# Доказ застрашивањем
Доказ застрашивањем (лат. argumentum verbosium - аргумент из причљивости) је логичка грешка која настаје када се наводни доказ представља тако да публика или саговорник нису способни да схвате шта је речено, а самим тим су спречени да преиспитају да ли је тачно или да поставе питања. Овакав ефекат се постиже затрпавањем разговора стручном терминологијом, компликованим изразима и непознатим речима. Оваквим гомилањем се већина спречава да учествује у разговору, сматрајући себе недовољно школованим или неадекватним саговорником.
Када говорник намерно користи само стручне изразе, лажно се представља као веома паметан, то јест да је паметнији од слушаоца. Противнику је у оваквом разговору тешко да прати ток и зато се осећа изгубљено. Овакво излагање противника тера да напусти дискусију, јер уколико би питао или признао да не разуме, мислило би се да је мање паметан.
Доказ застрашивањем је логичка грешка зато што је излагање намерно збуњујуће, а можда и потпуно бесмислено само саговорник то не зна. Људи који намеравају да учествују у било којој дискусији би требало да се потруде да њихово излагање буде што разумљивије како би што шири спектар људи могао да разуме и учествује.
Ова логичка грешка се користи намерно у комбинацији и са црвеном харингом, посебно у псеудонауци. Рецимо, у псеудоархеологји би се уколико нема доказа за неку теорију пребацила тема на анализе и термине из природних наука, темама у којима археолози нису довољно стручни, како би их излагачи застрашили и учинили да не могу да оповргну оно што говоре.